# قلعه قصرقند
قلعه قصر قند مربوط به دوره صفوی است و در قصرقند، خیابان امام خمینی، شرق مسجد جامع واقع شده و این اثر در تاریخ ۱۲ بهمن ۱۳۸۱ با شمارهٔ ثبت ۷۲۶۰ به‌عنوان یکی از آثار ملی ایران به ثبت رسیده است.